# Księstwo Świętego Sawy
Księstwo Świętego Sawy, lub Hercegowina Świętego Sawy (srb. Војводство Светог Саве, lub Херцеговина Светог Саве, Łac. Ducatus Sancti Sabbae) – średniowieczne słowiańskie księstwo istniejące w latach 1448–1482 na terenie obecnej Hercegowiny i Starej Hercegowiny, rządzone przez Stjepana Kosačę (1448–1466), a następnie Vlatka Kosačę (1466–1482), tytułującego się herzog (książę) św. Sawy.
Od zapożyczonego z języka niemieckiego tytułu noszonego przez Vladislava pochodzi obecna nazwa Hercegowiny, południowego regionu Bośni i Hercegowiny, pokrywającego dawne tereny księstwa.